# John Tomlinson (bas)
Sir John Rowland Tomlinson CBE (født 22. september 1946 i Accrington, England) er en engelsk bas. 
Tomlinson studerede på Royal Northern College of Music og med Otakar Kraus. Han synger regelmæssigt på Royal Opera House og English National Opera og har optrådt med alle de store britiske operakompagnier. Han har sunget ved Bayreuther Festspiele i Tyskland hvert år fra 1988 til 2004 som Wotan, der Wanderer, König Marke, Titurel, Gurnemanz, Hagen og hollænderen. I 2008 sang han titelrollen i Harrison Birtwistles opera The Minotaur ved urpremieren på Royal Opera House.
Han blev Commander of the British Empire (CBE) i 1997 for sin indsats for musik og slået til ridder i 2005. 